# 沙滕峰

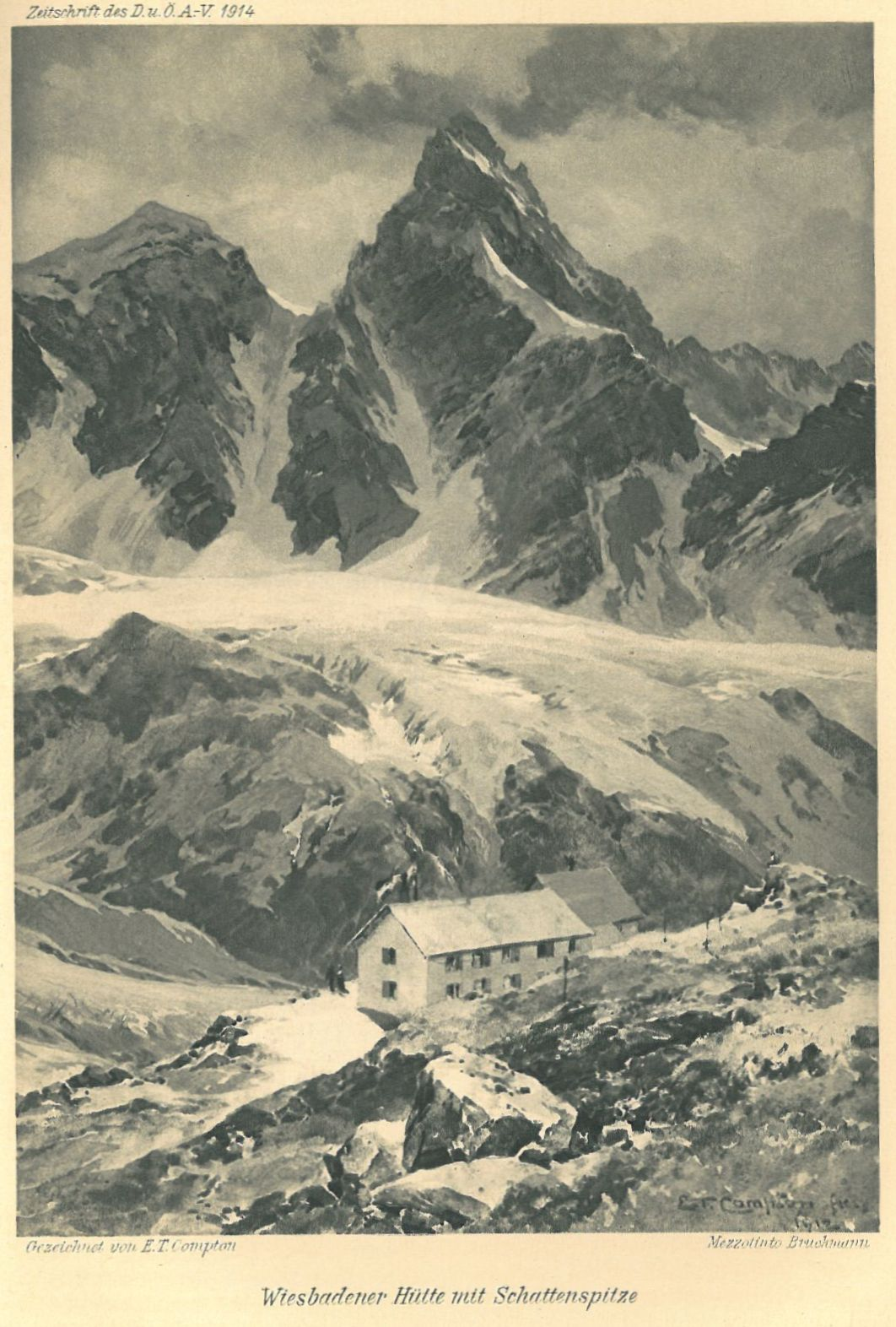

46°52′3″N 10°5′14″E / 46.86750°N 10.08722°E
沙滕峰（德語：Schattenspitze），是奧地利的山峰，位於該國西部，由福拉爾貝格州負責管轄，屬於錫爾夫雷塔阿爾卑斯山脈的一部分，距離施內格洛克山0.4公里，海拔高度3,202米，每年平均降雨量1,367毫米。